# Paritatodon
Paritatodon is een geslacht van uitgestorven zoogdieren dat leefde tijdens het Jura in Kirgizië en Engeland. 
In 1998 benoemde Denise Sigogneau-Russell een Shuotherium kermacki. De soortaanduiding eerde het echtpaar Kenneth Alexander Kermack en Doris Mary Kermack en had dus beter 'kermackorum' kunnen luiden; dit mag niet meer worden geëmendeerd. Martin en Averianov stelden in 2010 dat het meer leek op hun geslacht Itatodon. Ze zagen beide als Docodonta. Ze benoemden daarom een apart geslacht Paritatodon, 'nabij Itatodon'.
Zoals veel zoogdieren uit het Mesozoïcum, is deze soort alleen bekend van zijn tanden, in dit geval twee onderste kiezen van de Forest Marbleformatie in Engeland (het holotype is  J. 612, een onderste linkerkies), en een enkele linkerondermolaar van de Balabansaiformatie in de Fergana-vallei in Kirgizië.
Sommige recente fylogenetische studies wijzen Paritatodon en Itatodon toch toe aan Shuotheriidae, terwijl anderen het taxon als een docodont blijven beschouwen.